# 2006年世界房車錦標賽西班牙站
2006年世界房車錦標賽西班牙站是2006年度世界房車錦標賽的第九站賽事，正式比賽在2006年10月8日於西班牙里卡度拖姆賽道上舉行。這是歷來第二次在西班牙舉行賽事。第一回合由N.Technology車隊的法夫斯勝出，第一回合由寶馬車隊的約克·梅拿勝出。